# Маттіас Гінтер
Маттіас Гінтер (нім. Matthias Ginter, нар. 19 січня 1994, Марх) — німецький футболіст, центральний захисник «Фрайбурга» та збірної Німеччини. 
У складі збірної — чемпіон світу, володар Кубка Конфедерацій та срібний олімпійський призер.

## Клубна кар'єра
Народився 19 січня 1994 року в місті Марх. Вихованець юнацьких команд футбольних клубів «Марх» та «Фрайбург». 21 січня 2012 року дебютував в основному складі «Фрайбурга» у матчі проти «Аугсбурга», вийшовши на 70-й хвилині на заміну замість Антона Путило і забивши переможний гол для своєї команди на 88-й хвилині. Цей гол зробив його наймолодшим гравцем в історії клубу, який забив гол у матчах Бундесліги. Попередній рекорд належав Деннісу Аого. 23 січня, через два дні після дебюту, Гінтер підписав з «Фрайбургом» професійний контракт.
17 липня 2014 року Гінтер перейшов в дортмундську «Боруссію», та підписав контракт до 2019 року. 13 серпня 2014 року він дебютував за «Боруссію» у Суперкубку Німеччини проти «Баварії», де відіграв весь матч, а «Боруссія» перемогла з рахунком 2:0. Це був перший трофей Маттіаса у кар'єрі. 2017 року Гінтер з командою виграв ще один турнір — Кубок Німеччини.
4 липня 2017 року приєднався до менхенгладбахськ «Боруссії». Маттіас підписав з клубом контракт до 2021 роки з опцією продовження ще на один рік. Сума трансферу склала 17 мільйонів євро з можливим збільшенням до 20 мільйонів завдяки бонусам.

## Виступи за збірні
2011 року дебютував у складі юнацької збірної Німеччини, взяв участь в 11 іграх на юнацькому рівні, відзначившись одним забитими голами.
З 2013 року залучався до складу молодіжної збірної Німеччини,, у складі якої брав участь у молодіжних чемпіонатах світу 2013 та 2015 років. На другому з них у матчі групового етапу проти Данії (3:0) Гінтер забив гол. Всього на молодіжному рівні зіграв у 14 офіційних матчах.
5 березня 2014 року дебютував в офіційних матчах у складі національної збірної Німеччини у матчі проти збірної Чилі, вийшовши на заміну на 88-й хвилині. Таким чином, Маттіас став 900-м гравцем, який коли-небудь виступав за збірну Німеччини. У травні того ж року Гінтер був включений у заявку збірної на чемпіонат світу в Бразилії, де став чемпіоном світу, проте став одним з трьох польових гравців разом із Кевіном Гросскройцом і Еріком Дурмом, які не зіграли жодного матчу на турнірі.
15 липня 2016 року Гінтер був включений до складу олімпійської збірної Німеччини для участі на Олімпійських іграх в Ріо-де-Жанейро. Маттіас забив два м'ячі у п'яти іграх і виграв разом зі збірною срібні медалі.
2 червня 2017 року Гінтер потрапив до складу збірної на Кубок конфедерацій у Росії. Він взяв участь у чотирьох матчах на турнірі і допоміг команді виграти золоті медалі. А наступного року поїхав з командою і на чемпіонат світу 2018 року, що також проходив у Росії.
| Дата       | Місто           | Господарі         | Результат | Гості              | Турнір                                    | Голи | Примітки |
| ---------- | --------------- | ----------------- | --------- | ------------------ | ----------------------------------------- | ---- | -------- |
| 5-3-2014   | Штутгарт        | Німеччина         | 1 – 0     | Чилі               | товариський матч                          | -    | 89'      |
| 13-5-2014  | Гамбург         | Німеччина         | 0 – 0     | Польща             | товариський матч                          | -    |          |
| 3-9-2014   | Дюссельдорф     | Німеччина         | 2 – 4     | Аргентина          | товариський матч                          | -    |          |
| 7-9-2014   | Дортмунд        | Німеччина         | 2 – 1     | Шотландія          | Відбір до ЧЄ 2016                         | -    | 92'      |
| 14-10-2014 | Гельзенкірхен   | Німеччина         | 1 – 1     | Ірландія           | Відбір до ЧЄ 2016                         | -    | 46'      |
| 8-10-2015  | Дублін          | Ірландія          | 1 – 0     | Німеччина          | Відбір до ЧЄ 2016                         | -    | 77'      |
| 11-10-2015 | Лейпциг         | Німеччина         | 2 – 1     | Грузія             | Відбір до ЧЄ 2016                         | -    |          |
| 13-11-2015 | Сен-Дені        | Франція           | 2 – 0     | Німеччина          | товариський матч                          | -    | 79'      |
| 29-03-2016 | Мюнхен          | Німеччина         | 4 – 1     | Італія             | товариський матч                          | -    | 85'      |
| 6-06-2017  | Брондбю         | Данія             | 1 – 1     | Німеччина          | товариський матч                          | -    | 66'      |
| 22-6-2017  | Казань          | Німеччина         | 1 – 1     | Чилі               | Кубок Конфедерацій                        | -    |          |
| 25-6-2017  | Сочі            | Німеччина         | 3 – 1     | Камерун            | Кубок Конфедерацій                        | -    |          |
| 29-6-2017  | Сочі            | Німеччина         | 4 – 1     | Мексика            | Кубок Конфедерацій                        | -    |          |
| 2-7-2017   | Санкт-Петербург | Чилі              | 0 – 1     | Німеччина          | Кубок Конфедерацій                        | -    |          |
| 1-9-2017   | Прага           | Чехія             | 1 – 2     | Німеччина          | Відбір до ЧС 2018                         | -    |          |
| 8-10-2017  | Кайзерслаутерн  | Німеччина         | 5 – 1     | Азербайджан        | Відбір до ЧС 2018                         | -    | 36'      |
| 10-11-2017 | Лондон          | Англія            | 0 – 0     | Німеччина          | товариський матч                          | -    |          |
| 8-6-2018   | Леверкузен      | Німеччина         | 2 – 1     | Саудівська Аравія  | товариський матч                          | -    | 81'      |
| 6-9-2018   | Мюнхен          | Німеччина         | 0 – 0     | Франція            | Ліга націй УЄФА 2018—2019 - груповий етап | -    |          |
| 9-9-2018   | Зінсгайм        | Німеччина         | 2 – 1     | Перу               | товариський матч                          | -    | 72'      |
| 13-10-2018 | Амстердам       | Нідерланди        | 3 – 0     | Німеччина          | Ліга націй УЄФА 2018—2019 - груповий етап | -    |          |
| 16-10-2018 | Сен-Дені        | Франція           | 2 – 1     | Німеччина          | Ліга націй УЄФА 2018—2019 - груповий етап | -    | 29' 83'  |
| 15-11-2018 | Лейпциг         | Німеччина         | 3 – 0     | Росія              | товариський матч                          | -    |          |
| 24-3-2019  | Амстердам       | Нідерланди        | 2 – 3     | Німеччина          | Відбір до ЧЄ 2020                         | -    |          |
| 8-6-2019   | Борисов         | Білорусь          | 0 – 2     | Німеччина          | Відбір до ЧЄ 2020                         | -    |          |
| 11-6-2019  | Майнц           | Німеччина         | 8 – 0     | Естонія            | Відбір до ЧЄ 2020                         | -    |          |
| 6-9-2019   | Гамбург         | Німеччина         | 2 – 4     | Нідерланди         | Відбір до ЧЄ 2020                         | -    | 84'      |
| 9-9-2019   | Белфаст         | Північна Ірландія | 0 – 2     | Німеччина          | Відбір до ЧЄ 2020                         | -    | 40'      |
| 16-11-2019 | Менхенгладбах   | Німеччина         | 4 – 0     | Білорусь           | Відбір до ЧЄ 2020                         | 1    |          |
| 3-9-2020   | Штутгарт        | Німеччина         | 1 – 1     | Іспанія            | Ліга націй УЄФА 2020—2021 - груповий етап | -    | 62'      |
| 6-9-2020   | Базель          | Швейцарія         | 1 – 1     | Німеччина          | Ліга націй УЄФА 2020—2021 - груповий етап | -    |          |
| 10-10-2020 | Київ            | Україна           | 1 – 2     | Німеччина          | Ліга націй УЄФА 2020—2021 - груповий етап | 1    | 84'      |
| 13-10-2020 | Кельн           | Німеччина         | 3 – 3     | Швейцарія          | Ліга націй УЄФА 2020—2021 - груповий етап | -    | 77'      |
| 14-11-2020 | Лейпциг         | Німеччина         | 3 – 1     | Україна            | Ліга націй УЄФА 2020—2021 - груповий етап | -    |          |
| 17-11-2020 | Севілья         | Іспанія           | 6 – 0     | Німеччина          | Ліга націй УЄФА 2020—2021 - груповий етап | -    |          |
| 25-3-2021  | Дуйсбург        | Німеччина         | 3 – 0     | Ісландія           | Відбір до ЧС 2022                         | -    |          |
| 28-3-2021  | Бухарест        | Румунія           | 0 – 1     | Німеччина          | Відбір до ЧС 2022                         | -    |          |
| 31-3-2021  | Дуйсбург        | Німеччина         | 1 – 2     | Північна Македонія | Відбір до ЧС 2022                         | -    | 88'      |
| 2-6-2021   | Інсбрук         | Німеччина         | 1 – 1     | Данія              | товариський матч                          | -    |          |
| 7-6-2021   | Дюссельдорф     | Німеччина         | 7 – 1     | Латвія             | товариський матч                          | -    |          |
| 15-6-2021  | Мюнхен          | Франція           | 1 – 0     | Німеччина          | ЧЄ 2020 - груповий етап                   | -    | 88'      |
| 19-6-2021  | Мюнхен          | Португалія        | 2 – 4     | Німеччина          | ЧЄ 2020 - груповий етап                   | -    | 77'      |
| 23-6-2021  | Мюнхен          | Німеччина         | 2 – 2     | Угорщина           | ЧЄ 2020 - груповий етап                   | -    | 82'      |
| 29-6-2021  | Лондон          | Англія            | 2 – 0     | Німеччина          | ЧЄ 2020 - 1/8 фіналу                      | -    | 25' 87'  |
| 11-11-2021 | Вольфсбург      | Німеччина         | 9 – 0     | Ліхтенштейн        | Відбір до ЧС 2022                         | -    | 72'      |
| 14-11-2021 | Єреван          | Вірменія          | 1 – 4     | Німеччина          | Відбір до ЧС 2022                         | -    |          |
| 16-11-2022 | Маскат          | Оман              | 0 – 1     | Німеччина          | товариський матч                          | -    | 46'      |
| 1-12-2022  | Ель-Хаур        | Коста-Рика        | 2 – 4     | Німеччина          | ЧС 2022 - груповий етап                   | -    | 90+5'    |
| Усього     |                 | Матчів            | 48        |                    | Голів                                     | 2    |          |

## Титули і досягнення
Національна збірна Німеччини
- Чемпіон світу: 2014
- Володар Кубка конфедерацій: 2017

Німеччина (ол.)
- Срібний призер Олімпійських ігор (1): 2016

Боруссія Дортмунд
- Володар Кубка Німеччини (1):

«Боруссія» (Дортмунд): 2016–17
- Володар Суперкубка Німеччини (1):

«Боруссія» (Дортмунд): 2014